# Jan Lodewijk Pierson sr.
Jan Lodewijk (Louis) Pierson sr. (Leuven, 12 december 1854 - Baarn, 6 november 1944) was een Nederlandse bankier. Hij was lid van de familie Pierson en de zoon van Allard Pierson en Pauline Hermine Elizabeth Gildemeester.
Vader Allard Pierson was eerst hoogleraar theologie en later professor klassieke archeologie aan de Universiteit van Amsterdam. Omdat hij ver van de stad woonde, gaf hij Louis en zijn broertje Daniel zelf les. 
Jan Lodewijk kwam bij het kinderrijke gezin De Clerq in huis en ging naar de HBS in Haarlem. Daarna volgde hij het gymnasium in Heidelberg, waar zijn vader hoogleraar was. Na zijn studie kwam hij in dienst van de firma Koster & Co te Mannheim om na enkele jaren in dienst te treden van de Twentsche Bank te Amsterdam.
In 1881 trad hij als deelgenoot toe bij de Amsterdamse bankiersfirma Adolphe Boissevain & Co. De bank trad op als effectenmakelaar op de Amsterdamse Beurs en verschafte kredieten aan buitenlandse partijen. Nadat Boissevain & Co in 1901 een vestiging in New York kreeg maakte Pierson vele reizen naar de Verenigde Staten. Op 1 januari 1917 werd de naam van die firma gewijzigd in Pierson & Co. Dit werd mede veroorzaakt doordat de bank leningen voor Duitsland op de Amerikaanse kapitaalmarkt had geplaatst in de eerste jaren van de Eerste Wereldoorlog, toen de Amerikanen nog niet deelnamen aan de oorlog. De Engelsen hadden de firma daarom op de zwarte lijst geplaatst. Door het aannemen van de nieuwe naam kon de bank toch verder. 
In 1918 kreeg de bank haar onderkomen in een nieuw gebouw aan de overkant van de Herengracht op nummer 206-214. Bovenaan de gevel staan twee wapenschilden, gesteund door figuren die staan voor handel, scheepvaart, cultuur en industrie. Op de banderollen daaronder staan het jaartal met de initialen P & Co. Twee wapenschilden tonen de Amerikaanse adelaar en de Nederlandse leeuw. Vanwege de drukte in Amsterdam en de opvoeding van de kinderen verhuisde het gezin in 1891 naar Baarn, waar Louis de enorme villa Uytenbosch had laten bouwen. Het feit dat vennoot Boissevain in Baarn villa Prins Hendrikoord bewoonde, kan daarbij een rol hebben gespeeld. In Baarn werden de drie jongste kinderen geboren. 
Jan Lodewijk Pierson overleed op 89-jarige leeftijd in het huis van zijn oudste zoon en werd begraven op de Nieuwe algemene begraafplaats in Baarn.

## Allard Pierson Stichting
In 1932 stichtte Pierson de Allard Pierson Stichting die ten grondslag ligt aan het Allard Pierson Museum aan de Turfmarkt.

## Literair werk
In 1921 vertrok hij weer om zich toe te leggen op schrijven. Zo zette hij verschillende literaire en historische werken op zijn naam, waaronder De Medici. In 1923 verscheen zijn vertaling van Reisetagebuch eines Philosophen van Hermann von Keyserling. Twee jaar later verscheen een monografie over Sage, de Amerikaanse gezant in Londen bij bet uitbreken van de Eerste Wereldoorlog. De volgende monografie was gewijd aan Van Horne, de bouwer en president van de Canadian Pacific Railway. Pierson plaatste samen met Adolphe Boissevain veel spoorwegaandelen in Europa die de aanleg van de Canadese spoorwegen mogelijk maakte. Uit erkentelijkheid werd het Pierson Station naar hem genoemd. Daarna heeft hij nog meer literaire werken gepubliceerd.
Zijn in boekvorm uitgegeven Memoires waren uitsluitend bestemd voor de familie en enkele naaste vrienden. Het dagboek dat hij tussen 1901 en 1943 bijhield, wordt bewaard in het Stadsarchief van Amsterdam.
Bibliografie
- 1905 - De heropende schoolstrijd
- 1923 - vertaling van Hermann von Keyserlings werk Reisdagboek van een philosoof
- 1925 - Sage (monografie)
- 1926 - Horne (monografie)
- 1935 - De Medici,  Amsterdam: uitgever Van Holkema & Warendorf)
- 1936 - De achttiende dynastie van Oud-Egypte (1580-1350 v.C.) wier Pharao's hun land tot een wereldrijk en Thebe tot een wereldstad maakten
- 1937 - vertaling El mundo es ansi van Pio Baroja[3]
- 1940 - Brieven, vertalingen, excerpten

## Familie Pierson
Jan Lodewijk Pierson sr. was getrouwd met Henriëtte Wilhelmina Johanna van Goudoever. Uit dit huwelijk werden geboren:
- 30 juli 1881: Pauline Hermine Elizabeth Pierson × Paul Antoine (Tom) Voûte. Uit dit huwelijk onder anderen Jan Lodewijk Voûte, Jan Reinier Voûte, Hetty Voûte en kleinzoon Tom Voûte
- 4 november 1882: Henriette Pierson × Arnoud Waller
- 30 november 1884: Allard Pierson, deelgenoot der firma Pierson & Co. × Ada Sophy Muysken
- 12 januari 1887: Louise Christina Pierson × Jan Hendrik van Dorp
- 27 november 1891: Anna Pierson × Gustaaf Hendrik Jiskoot. Uit dit huwelijk onder anderen Wilco Jiskoot (verzetsstrijder) en kleinzoon Wilco Jiskoot (bankier)
- 12 oktober 1893: Jan Lodewijk Pierson jr., hoogleraar in de japanologie × Lucy Mary Franssen
- 24 februari 1898: Caroline Pierson × Willem Hendrik van Rees